# Grace Chisholm Young
Pour les articles homonymes, voir Chisholm et Young.
Grace Chisholm Young, née Chisholm le 15 mars 1868 à Londres, et morte à Croydon, le 29 mars 1944, est une mathématicienne britannique. Elle est connue comme étant la première étudiante à obtenir un doctorat de mathématiques en Allemagne.

## Biographie
Benjamine de sa fratrie, Grace Chisholm est la fille d'Henry Williams Chisholm et d'Anna Louisa (née Bell).  Son père est haut fonctionnaire, « Warden of the Standards », c'est-à-dire directeur des normes, et responsable du département des poids et mesures. Son frère aîné, Hugh Chisholm, est journaliste et éditeur de l'Encyclopædia Britannica. La famille vit à Haslemere, après la retraite d'Henry Chisholm en 1874. Alors que leur frère est pensionnaire, les deux filles reçoivent une éducation à domicile avec une gouvernante. Grace Chisholm réussit l'examen d'entrée à Cambridge en 1885, mais doit attendre quatre ans et l'obtention d'une bourse Francis Goldsmid, en 1889, pour s'inscrire à Girton College, où elle fait ses études de mathématiques. Elle passe la Part I des tripos en mathématiques en 1892, et est autorisée à présenter l'examen de fin d'études de Cambridge, où elle obtient une mention très bien, sans obtenir le diplôme puisque l'université ne délivre pas de diplômes aux étudiantes à cette époque. Elle poursuit ses études pendant une année, et passe la Part II des tripos en mathématiques en 1893. Elle prépare un doctorat à l'université de Göttingen, dans le cadre d'un dispositif réservé aux femmes, mis en place par Felix Klein qui est alors directeur de la faculté de sciences de Göttingen. Elle soutient en 1895 sa thèse de doctorat sous sa direction, sur les groupes algébriques de trigonométrie sphérique. Elle est considérée comme la première femme ayant obtenu un doctorat en mathématiques en Allemagne. Sofia Kovalevskaia en effet, avait reçu son doctorat de Göttingen in absentia, en 1874, mais sans suivre les cours ni passer les examens.
Grace Chisholm rentre en Angleterre après sa thèse, et retrouve William Henry Young, dont elle avait fait la connaissance à Cambridge, et l'épouse en 1896. Ainsi s'initie la longue collaboration scientifique avec son mari, qui les conduit à co-publier deux cents articles ou communications scientifiques, et deux ouvrages, un traité de géométrie en 1905 et The Theory of Sets of Points, un ouvrage sur la théorie des ensembles en 1906   Grace Chisholm Young s'occupant notamment des détails et de l'administration de la preuve dans leurs travaux. Lors de la controverse avec Max Dehn, en 1905, c'est elle et non son mari qui lui démontre l'exactitude des résultats publiés en commun. On retrouve plusieurs lettres signés de son nom qui prouvent le rôle très actif de Grace dans les travaux du couple.
Leur premier enfant, Frank dit « Bimbo » naît en 1897. Le couple passe une année en Italie, où ils font des études de géométrie, puis ils s'installent à Göttingen où ils mènent des recherches en lien avec les propositions théoriques de Felix Klein. Grace Young et son mari séjournent en Allemagne de 1899 à 1908, puis ils s'installent en Suisse, vivant sept ans à Genève, puis près de Lausanne. Grace Young fait des études de médecine, sans passer le diplôme de fin d'études, et elle publie l'un des premiers livres pour enfants sur la reproduction : Bimbo and the Frogs, titre en lien avec le surnom de son fils aîné. Six enfants naissent de leur union, outre Frank, pilote de la RAF mort au combat en 1940, notamment deux d'entre eux eux-mêmes mathématiciens, Rosalind Tanner, lauréate à son tour du Gamble Prize, et Laurence Chisholm Young (en), professeur de mathématiques en Afrique du Sud puis aux États-Unis.
Elle mène aussi des recherches en son nom propre et publie, entre 1914 et 1916, des travaux concernant les fondements du calcul. En 1915, elle reçoit le Gamble Prize, prix qui récompense un essai universitaire, décerné par Girton College pour ses travaux sur la dérivation. Ses dernières publications scientifiques sont antérieures à 1925, elles concernent les mathématiques grecques. Elle écrit un roman, The Crown of England, resté non publié, sur la société élisabéthaine. En 1940, elle regagne l'Angleterre via Paris où elle prend un avion peu avant l'arrivée de l'armée nazie, avec deux de ses petits-enfants, tandis que William Henry Young reste en Suisse, où il meurt en 1942. Grace Young quant à elle meurt le 29 mars 1944, à Croydon, à l'âge de 76 ans.

## Postérité
Rosalind Tanner a catalogué l'abondante correspondance de William Henry Young et Grace Chisholm Young après la guerre, ce travail éditorial a été poursuivi par l'historien des mathématiques Ivor Grattan-Guinness .
Sylvia Young Wiegand et son mari Roger Wiegand créent en 1996 une bourse de recherche pour des doctorants en mathématiques en l'honneur de Grace Chisholm Young et William Henry Young, les grands-parents de Sylvia.

## Publications
- « A Note on Derivates and Differential Coefficients », Acta Mathematica, Vol. 37 (1914), 141-154.
- « On Infinite Derivates », Quarterly Journal of Pure and Applied Mathematics, Vol. 47 (1916), 127-175.
- « On the Derivates of a Function », Proceedings of the London Mathematical Society, Series 2, Vol. 15 (1916), 360-384.